# Psychotria multicapitata
Psychotria multicapitata är en måreväxtart som beskrevs av George King och James Sykes Gamble. Psychotria multicapitata ingår i släktet Psychotria och familjen måreväxter. Inga underarter finns listade i Catalogue of Life.